# Rafa Nadal Academy
Rafa Nadal Academy es una escuela de tenis ubicada en el Rafa Nadal Sports Centre, en Manacor, Islas Baleares, España.
Fue inaugurada el 19 de octubre de 2016 por Rafael Nadal y Roger Federer, y dispone de 140 plazas residenciales para los alumnos. En 2019 amplió de 27 a 45 el número de pistas de tenis, de las que 19 son de superficie rápida al aire libre; 15 de tierra batida al aire libre; 4 de superficie dura cubiertas; y 7 de tierra batida semi cubiertas. Además, la instalación cuenta con un campo de fútbol; siete pistas de pádel; dos de squash; una piscina semiolímpica; una piscina al aire libre, y un gimnasio con spa. El centro también cuenta con restaurante, cafetería, colegio de educación bilingüe y museo
En 2025 Rafa Nadal vendió el 44,9 % de la academia al fondo GPF, principalmente a través de la cesión de un inmueble de la escuela deportiva en Manacor.

## Historia e instalaciones
Rafael Nadal fundó la Fundación Rafa Nadal en 2008 y abrió su primera escuela de tenis, la Nadal Educational Tennis School, en la Villa Deportiva de Anantapur en la India en 2010. 
La Academia Rafa Nadal en Manacor se inauguró en noviembre de 2014. Las operaciones comenzaron en junio de 2016 y la ceremonia de apertura se celebró el 19 de octubre de 2016. En su inauguración, la academia estuvo dirigida por Toni Nadal (quien dejó de entrenar a su sobrino el año siguiente)  y el agente de Nadal desde hace mucho tiempo, Carlos Costa.  El nuevo entrenador de Nadal, el ex número uno del mundo Carlos Moyá, fue el director técnico. 
El campus de Manacor cuenta con 23 pistas duras (19 al aire libre, 4 cubiertas), 20 pistas de tierra batida (13 al aire libre, 7 semicubiertas), 12 pistas de pádel (6 al aire libre, 6 cubiertas), dos pistas de squash, un campo de fútbol y dos piscinas (exterior e interior). También hay una instalación de medicina deportiva y una escuela internacional , la Rafa Nadal International School, para jóvenes de 10 a 18 años.
Entre los torneos que se celebran en el recinto se encuentra el Rafa Nadal Open del ATP Challenger Tour . 

## Personas notables

### Entrenadores
- Pedro Clar [16]
- Carlos Moyá (director técnico) [16]
- Toni Nadal (director) [16]
- Gustavo Marcaccio [16]
- Nuno Marques [17]
- Tomeu Salvá [16]
- Gabriel Urpí [16]

### Antiguos alumnos
- Alex Eala [18]
- Martín Landaluce [19]
- Jaume Munar [20]
- Casper Ruud [21]
- Abdullah Shelbayh [22]
- Alina Korneeva [23]